# David Lazar
David Beniamin Lazar (ur. 8 sierpnia 1991 w Oradei) – rumuński piłkarz występujący na pozycji bramkarza w rumuńskim klubie CSU Krajowa oraz w reprezentacji Rumunii.

## Kariera klubowa

### Pandurii Târgu Jiu
W 2010 roku dołączył do akademii Pandurii Târgu Jiu. Zadebiutował 4 maja 2011 w meczu Liga I przeciwko ASA Târgu Mureș (1:0). W sezonie 2012/13 jego zespół zajął drugie miejsce w tabeli zdobywając wicemistrzostwo Rumunii. 4 sierpnia 2016 zadebiutował w kwalifikacjach do Ligi Europy w meczu przeciwko Maccabi Tel Awiw (2:1).

### Voința Sybin
1 sierpnia 2010 został wysłany na wypożyczenie do klubu Voința Sybin. Zadebiutował 28 sierpnia 2010 w meczu Liga II przeciwko CS Mioveni (0:0).

### FC Botoșani
16 stycznia 2014 udał się na wypożyczenie do drużyny FC Botoșani. Zadebiutował 2 marca 2014 w meczu Liga II przeciwko FC Brașov (2:1).

### Vejle BK
9 marca 2017 przeszedł do zespołu Vejle BK. Zadebiutował 12 marca 2017 w meczu 1. division przeciwko Hobro IK (1:5).

### Astra Giurgiu
1 lipca 2017 podpisał kontrakt z klubem Astra Giurgiu. Zadebiutował 25 października 2017 w meczu Puchar Rumunii przeciwko Concordii Chiajna (0:3). W Liga I zadebiutował 3 listopada 2017 w meczu przeciwko Universitatea Krajowa (2:2).

## Kariera reprezentacyjna

### Rumunia U-21
W 2012 roku otrzymał powołanie do reprezentacji Rumunii U-21. Zadebiutował 1 czerwca 2012 w meczu eliminacji do Mistrzostw Europy U-21 2013 przeciwko reprezentacji Słowacji U-21 (0:2).

### Rumunia
W 2020 roku otrzymał powołanie do reprezentacji Rumunii. Zadebiutował 11 listopada 2020 w meczu towarzyskim przeciwko reprezentacji Białorusi (5:3).

## Statystyki

### Klubowe
(aktualne na dzień 25 marca 2021)
| Klub                | Sezon              | Liga               | Liga  | Liga   | Puchar kraju | Puchar kraju | Puchar ligi | Puchar ligi | Europa | Europa | Suma  | Suma   |
| Klub                | Sezon              | Liga               | Mecze | Bramki | Mecze        | Bramki       | Mecze       | Bramki      | Mecze  | Bramki | Mecze | Bramki |
| ------------------- | ------------------ | ------------------ | ----- | ------ | ------------ | ------------ | ----------- | ----------- | ------ | ------ | ----- | ------ |
| Voința Sybin (wyp.) | 2010/11            | Liga II            | 15    | 0      | 0            | 0            | –           | –           | –      | –      | 15    | 0      |
| Voința Sybin (wyp.) | Ogólnie            | Ogólnie            | 15    | 0      | 0            | 0            | 0           | 0           | 0      | 0      | 15    | 0      |
| Pandurii Târgu Jiu  | 2010/11            | Liga I             | 4     | 0      | 0            | 0            | –           | –           | –      | –      | 4     | 0      |
| Pandurii Târgu Jiu  | 2011/12            | Liga I             | 6     | 0      | 0            | 0            | –           | –           | –      | –      | 6     | 0      |
| Pandurii Târgu Jiu  | 2012/13            | Liga I             | 9     | 0      | 0            | 0            | –           | –           | –      | –      | 9     | 0      |
| Pandurii Târgu Jiu  | 2013/14            | Liga I             | 5     | 0      | 3            | 0            | –           | –           | 0      | 0      | 8     | 0      |
| Pandurii Târgu Jiu  | Ogólnie            | Ogólnie            | 24    | 0      | 3            | 0            | 0           | 0           | 0      | 0      | 27    | 0      |
| FC Botoșani (wyp.)  | 2013/14            | Liga I             | 12    | 0      | 0            | 0            | –           | –           | –      | –      | 12    | 0      |
| FC Botoșani (wyp.)  | 2014/15            | Liga I             | 10    | 0      | 1            | 0            | 1           | 0           | –      | –      | 12    | 0      |
| FC Botoșani (wyp.)  | Ogólnie            | Ogólnie            | 22    | 0      | 1            | 0            | 1           | 0           | 0      | 0      | 24    | 0      |
| Pandurii Târgu Jiu  | 2015/16            | Liga I             | 1     | 0      | 1            | 0            | 0           | 0           | –      | –      | 2     | 0      |
| Pandurii Târgu Jiu  | 2016/17            | Liga I             | 11    | 0      | 0            | 0            | 0           | 0           | 1      | 0      | 12    | 0      |
| Pandurii Târgu Jiu  | Ogólnie            | Ogólnie            | 12    | 0      | 1            | 0            | 0           | 0           | 1      | 0      | 14    | 0      |
| Vejle BK            | 2016/17            | 1. division        | 1     | 0      | 0            | 0            | –           | –           | –      | –      | 1     | 0      |
| Vejle BK            | Ogólnie            | Ogólnie            | 1     | 0      | 0            | 0            | 0           | 0           | 0      | 0      | 1     | 0      |
| Astra Giurgiu       | 2017/18            | Liga I             | 4     | 0      | 1            | 0            | –           | –           | 0      | 0      | 5     | 0      |
| Astra Giurgiu       | 2018/19            | Liga I             | 26    | 0      | 4            | 0            | –           | –           | –      | –      | 30    | 0      |
| Astra Giurgiu       | 2019/20            | Liga I             | 22    | 0      | 2            | 0            | –           | –           | –      | –      | 24    | 0      |
| Astra Giurgiu       | 2020/21            | Liga I             | 20    | 0      | 3            | 0            | –           | –           | –      | –      | 23    | 0      |
| Astra Giurgiu       | Ogólnie            | Ogólnie            | 72    | 0      | 10           | 0            | 0           | 0           | 0      | 0      | 82    | 0      |
| Ogólnie w karierze  | Ogólnie w karierze | Ogólnie w karierze | 146   | 0      | 15           | 0            | 1           | 0           | 1      | 0      | 163   | 0      |

### Reprezentacyjne
(aktualne na dzień 25 marca 2021)
| Reprezentacja | Rok     | Mecze | Bramki |
| ------------- | ------- | ----- | ------ |
| Rumunia U-21  |         |       |        |
| 2012          | 4       | 0     |        |
| Ogólnie       | Ogólnie | 4     | 0      |
| Rumunia       |         |       |        |
| 2020          | 1       | 0     |        |
| Ogólnie       | Ogólnie | 1     | 0      |

| Mecze i gole w reprezentacji | Mecze i gole w reprezentacji | Mecze i gole w reprezentacji | Mecze i gole w reprezentacji | Mecze i gole w reprezentacji | Mecze i gole w reprezentacji | Mecze i gole w reprezentacji | Mecze i gole w reprezentacji |
| Rumunia U-21                 | Rumunia U-21                 | Rumunia U-21                 | Rumunia U-21                 | Rumunia U-21                 | Rumunia U-21                 | Rumunia U-21                 | Rumunia U-21                 |
| Lp.                          | Data                         | Miejsce                      | Gospodarz                    | Gość                         | Wynik                        | Gol                          | Rozgrywki                    |
| ---------------------------- | ---------------------------- | ---------------------------- | ---------------------------- | ---------------------------- | ---------------------------- | ---------------------------- | ---------------------------- |
| 1.                           | 01.06.2012                   | Michalovce                   | Słowacja U-21                | Rumunia U-21                 | 0:2                          |                              | el. ME U-21 2013             |
| 2.                           | 05.06.2012                   | Mogoșoaia                    | Rumunia U-21                 | Słowacja U-21                | 2:0                          |                              | el. ME U-21 2013             |
| 3.                           | 15.08.2012                   | Jönköping                    | Szwecja U-21                 | Rumunia U-21                 | 0:2                          |                              | Mecz towarzyski              |
| 4.                           | 10.09.2012                   | Ryga                         | Łotwa U-21                   | Rumunia U-21                 | 0:4                          |                              | el. ME U-21 2013             |
| Rumunia                      |                              |                              |                              |                              |                              |                              |                              |
| Lp.                          | Data                         | Miejsce                      | Gospodarz                    | Gość                         | Wynik                        | Gol                          | Rozgrywki                    |
| 1.                           | 11.11.2020                   | Bukareszt                    | Rumunia                      | Białoruś                     | 5:3                          |                              | Mecz towarzyski              |

## Sukcesy

### Pandurii Târgu Jiu
- Wicemistrzostwo Rumunii (1×): 2012/2013